# Zbigniew Faliński
Zbigniew Faliński (ur. 15 maja 1949 w Ośnie Lubuskim, zm. 12 listopada 2023) – polski polityk, działacz partyjny, urzędnik państwowy i przedsiębiorca, wojewoda gorzowski (1995–1997) oraz przewodniczący sejmiku lubuskiego (2001–2006).

## Życiorys
Ukończył studia na Wydziale Turystyki Akademii Wychowania Fizycznego w Poznaniu (1984). W latach 70. pracował w PSS „Społem”, od 1978 w aparacie partyjnym PZPR. Sprawował funkcję I sekretarza komitetu miejskiego w Słubicach i sekretarza ekonomicznego komitetu wojewódzkiego w Gorzowie Wielkopolskim. W latach 1986–1990 był radnym miejskiej rady narodowej w tym mieście.
Na początku lat 90. współtworzył prywatne przedsiębiorstwo. W 1990 przyłączył się do SdRP, organizował jej struktury wojewódzkie i z jej ramienia sprawował urząd wojewody gorzowskiego w okresie rządów koalicji SLD-PSL (1995–1997). Później został prezesem zarządu spółki prawa handlowego, a w 2002 prezesem zarządu Kostrzyńsko-Słubickiej Specjalnej Strefy Ekonomicznej, którą zarządzał do 2006.
W 1998 uzyskał mandat radnego sejmiku lubuskiego I kadencji. W 2001 został jego przewodniczącym. Funkcję tę pełnił również w II kadencji samorządu województwa (2002–2006).

## Odznaczenia
Odznaczony Złotym Krzyżem Zasługi (1997) oraz Odznaką Honorową za Zasługi dla Województwa Lubuskiego (2013).